# Dangé-Saint-Romain
Dangé-Saint-Romain es una comuna francesa situada en el departamento de Vienne, en la región de Nueva Aquitania.

## Demografía
| 2442 | 2018 | 2530 | 2839 | 3150 | 3135 | 2969 |
| Para los censos de 1962 a 1999 la población legal corresponde a la población sin duplicidades (Fuente: INSEE [Consultar]) |      |      |      |      |      |      |